# Indische Cricket-Nationalmannschaft in Simbabwe in der Saison 2001
Die Tour der indischen Cricket-Nationalmannschaft nach Simbabwe in der Saison 2001 fand vom 28. Mai bis zum 15. Juni 2001 statt. Die internationale Cricket-Tour war Teil der internationalen Cricket-Saison 2001 und umfasste zwei Test Matches. Die Testserie ging 1–1 aus.

## Vorgeschichte
Für beide Mannschaften war es die erste Tour der Saison. Das letzte Aufeinandertreffen der beiden Mannschaften bei einer Tour fand in der Saison 2000/01 in Indien statt. Beide Teams bestritten anschließend zusammen mit den West Indies ein Drei-Nationen-Turnier.

## Stadien
Für die Tour wurden folgende Stadien als Austragungsorte vorgesehen.
| Stadion            | Stadt    | Kapazität | Spiele  |
| ------------------ | -------- | --------- | ------- |
| Queens Sports Club | Bulawayo | 9.000     | 1. Test |
| Harare Sports Club | Harare   | 10.000    | 2. Test |

## Kader
Indien benannte seinen Kader am 17. Mai 2001.
Simbabwe benannte seinen Kader am 31. Mai 2001.
| Test | Test |
| Simbabwe | Indien |
| --- | --- |
| - Heath Streak (K) - Andy Blignaut - Alistair Campbell - Stuart Carlisle - Dion Ebrahim - Andy Flower (wk) - Grant Flower - Travis Friend - Brian Murphy - Henry Olonga - Brighton Watambwa - Guy Whittall | - Sourav Ganguly (K) - Rahul Dravid (VK) - Ajit Agarkar - Hemang Badani - Shiv Sunder Das - Sameer Dighe (wk) - Zaheer Khan - VVS Laxman - Ashish Nehra - Sadagoppan Ramesh - Harbhajan Singh - Javagal Srinath - Sachin Tendulkar |

## Tour Matches
| 28. – 30. Mai Scorecard | Mutare | Indians 336-9d (84.4) & 150-7 (46) | – | Simbabwe A 175 (54.3) |
|                         |        | Remis                              |   |                       |

| 2. – 4. Juni Scorecard | Harare | Indians 447-4d (110) & 128-5d (35.5) | – | CFX Academy 192 (74.1) & 157 (53) |
|                        |        | Indians gewinnt mit 226 Runs         |   |                                   |

## Test Matches

### Erster Test in Bulawayo
| 7. – 10. Juni Scorecard | Bulawayo | Simbabwe 173 (58.5) & 328 (125.5) | – | Indien 318 (89.5) & 184-2 (53.4) |
|                         |          | Indien gewinnt mit 8 Wickets      |   |                                  |

### Zweiter Test in Harare
| 15. – 18. Juni Scorecard | Harare | Indien 237 (74.2) & 234 (98.5) | – | Simbabwe 315 (107.3) & 157-6 (54) |
|                          |        | Simbabwe gewinnt mit 4 Wickets |   |                                   |

## Statistiken
Die folgenden Cricketstatistiken wurden bei dieser Tour erzielt.
| Tests            | Tests      | Tests   | Tests   | Tests   | Tests   | Tests   | Tests   | Tests   |
| Batting          | Batting    | Batting | Batting | Batting | Batting | Batting | Batting | Batting |
| Spieler          | Mannschaft | Spiele  | Innings | Runs    | Average | HS      | 100s    | 50s     |
| ---------------- | ---------- | ------- | ------- | ------- | ------- | ------- | ------- | ------- |
| Shiv Sunder Das  | Indien     | 2       | 4       | 239     | 79,66   | 82*     | 0       | 3       |
| Sachin Tendulkar | Indien     | 2       | 4       | 199     | 66,33   | 74      | 0       | 2       |
| Andy Flower      | Simbabwe   | 2       | 4       | 187     | 62,33   | 83      | 0       | 2       |
| Grant Flower     | Simbabwe   | 2       | 4       | 165     | 41,25   | 86      | 0       | 2       |
| Stuart Carlisle  | Simbabwe   | 2       | 4       | 146     | 48,66   | 62*     | 0       | 2       |
| Bowling          |            |         |         |         |         |         |         |         |
| Spieler          | Mannschaft | Spiele  | Overs   | Wickets | Average | BBI     | 5W      | 10W     |
| Ashish Nehra     | Indien     | 2       | 75.4    | 11      | 19,72   | 4/72    | 0       | 0       |
| Heath Streak     | Simbabwe   | 2       | 71      | 10      | 17,80   | 4/46    | 0       | 0       |
| Andy Blignaut    | Simbabwe   | 2       | 79.5    | 9       | 27,88   | 5/74    | 1       | 0       |
| Harbhajan Singh  | Indien     | 2       | 103.4   | 8       | 29,12   | 4/71    | 0       | 0       |
| Javagal Srinath  | Indien     | 2       | 89.5    | 7       | 35,14   | 3/71    | 0       | 0       |

## Player of the Series
Als Player of the Series wurden die folgenden Spieler ausgezeichnet.
| Serie | Player of the Series |
| ----- | -------------------- |
| Test  | Shiv Sunder Das      |

### Player of the Match
Als Player of the Match wurden die folgenden Spieler ausgezeichnet.
| Spiel   | Player of the Match |
| ------- | ------------------- |
| 1. Test | Shiv Sunder Das     |
| 2. Test | Andy Blignaut       |